# Inlands domsaga
Inlands domsaga  var en domsaga i Göteborgs och Bohus län, bildad 1857 av delar ur Askims, Östra Hisings, Västra Hisings, Inlands Södre och Torpe häraders domsaga och Inlands Nordre, Inlands Fräkne, Orusts och Tjörns häraders domsaga.
Domsagan lydde under Göta hovrätt till 1948, därefter till Hovrätten för Västra Sverige. Domsagan omfattade häraderna Inlands Södre, Inlands Nordre, Inlands Torpe och Inlands Fräkne. Domsagan delades 1 januari 1955 och verksamheten överfördes till Orusts, Tjörns och Inlands domsaga och Hisings, Sävedals och Kungälvs domsaga.

## Tingslag
- Inlands Södre tingslag till 1928
- Inlands Torpe tingslag till 1928
- Inlands Nordre tingslag till 1928
- Inlands Fräkne tingslag till 1928
- Inlands södra tingslag 1928 till 1948
- Inlands norra tingslag 1928 till 1948
- Inlands tingslag från 1948